# Hermannia minimifolia
Hermannia minimifolia är en malvaväxtart som beskrevs av Holzh.. Hermannia minimifolia ingår i släktet Hermannia och familjen malvaväxter. Inga underarter finns listade i Catalogue of Life.